# Atavismo

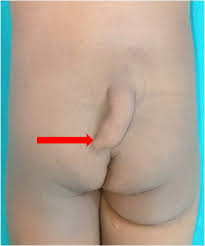
Pseudocola con defecto del tubo neural cerrado y vejiga neurogénica disfrazada de válvula uretral posterior.

En biología el atavismo o regresión se define como semejanza con los abuelos o antepasados lejanos. Aparición de caracteres propios de antepasados.  

## Causas del atavismo
El atavismo suele atribuirse a la expresión de un gen que habría quedado inactivo en algún momento de la historia filogenética de la especie. En términos mendelianos, el atavismo se ha explicado como resultado de la herencia de dos genes recesivos. 

## Ejemplos de atavismo
- Los dedos extra en los caballos, al igual que en los caballos arcaicos.
- La reaparición de reproducción sexual en Hieracium pilosella y Crotoniidae.[1]
- La reaparición de dientes en las gallinas.
- La aparición, en humanos, de la llamada "cola vestigial", y la aparición de vello en lugares en donde normalmente no crecen.